# Полет 827 на „Еърборн Експрес“
Полет 827 на „Еърборн Експрес“ е вътрешен полет от международното летище „Пиемонт Триад“, Грийнсборо, Северна Каролина, Съединените американски щати, изпълняван от „ABX Еър“ за „Еърборн Експрес“, относно функционална оценка на „Дъглас DC-8-63F“, след като самолетът е променен от пътнически в товарен. На 22 декември 1996 г. по време на тестовия полет, самолетът изпада в срив и се разбива на 1000 м надморска височина в планината Ийст Ривър, Нароус, Вирджиния, при което загиват всички 3 пътници и 3 членове на екипажа на борда на машината.
Разследването, проведено от Националния съвет по безопасност на транспорта установява, че инцидентът е причинен от пилотска грешка поради неправилни контролни действия от капитан Уилям „Кийт“ Леминг и невъзможността на капитан Гарт Ейвъри да ги забележи. „Еърборн Експрес“ от своя страна не успява да обучи адекватно екипажа, тъй като няма подходяща програма за целта. „Еърборн Експрес“ се съгласява с НСБТ, че пилотите използват неправилни процедури по време на полета, но оспорва две други констатации, като се позовава на това, че капитан Гарт Ейвъри има предишен опит в управлението на DC-8 по време на срив. За инцидента допринася и система за предупреждение за срив, която не работи заради вибрацията на лостовете.
НСБТ издава седем препоръки за безопасност до Федералната авиационна администрация и повтаря предишна препоръка свързана с инцидента при полет 965 на „Американ Еърлайнс“ на 20 декември 1995 г. Лин Скъли, съпругата на Брайън Скъли (един от тримата техници на борда), завежда дело срещу „Еърборн Експрес“ за 20 милиона щ. д. Сестрата на Брайън Скъли, Морийн ДеМарко, загива в катастрофата при полет 3272 на „Комеър“ на 9 януари 1997 г., докато пътува за неговото погребение.